# رود آریس
رود آریس رودی است به سیردریا می‌ریزد. این رود از کشور قزاقستان می‌گذرد. طول این رود ۳۷۸ کیلومتر و پهنه آبریز آن ۱۳٬۸۰۰ کیلومتر مربع است.